# Edney Silvestre
Edney Silvestre (Valença, 27 de abril de 1955) é um escritor, jornalista, palestrante e dramaturgo, ganhador do Prêmio Jabuti de Melhor Romance em 2010, assim como o Prêmio São Paulo de Literatura no mesmo ano por seu romance de estréia "Se eu fechar os olhos agora"..
Foi correspondente internacional da Rede Globo e do jornal O Globo nos Estados Unidos, onde cobriu os ataques terroristas em setembro de 2001 e a devastação no Iraque.
Como isso aconteceu está contado em seu novo livro de não-ficção, "Segredos de um repórter" (Editora Almedina, novembro de 2023).  A narrativa vai desde os tempos em que Silvestre era colunista de O Globo, baseado em Manhattan, passando por suas viagens de trabalho pelo mundo, a criação de programas, as premiações, até janeiro de 2023.
Na GloboNews, Edney criou o programa Milênio com Paulo Francis. De 2002 a 2017 apresentou o Globo News Literatura, onde entrevistou os ganhadores do Nobel José Saramago, Orhan Pamuk, Mario Vargas Llosa, Wale Soyinka e Nadine Gordimer. Ali também apresentou João Ubaldo Ribeiro, John Updike, Adélia Prado, Salman Rushdie, Lygia Fagundes Telles, Margareth Atwood, Antônio Lobo Antunes, Julian Barbes, Zélia Gattai, Milton Hatoum, Michael Cunningham e David Hare.

## Biografia
O pai de Edney era um ex-ferroviário, dono de armazém. A mãe, tecelã de uma fábrica de tecidos. O casal Joaquim e Lourdes Silvestre teve ao todo 6 filhos. Quando pequeno, Edney sofria de anemia profunda e passava boa parte do tempo lendo na cama. Os livros vieram a se tornar a sua maior diversão. Na adolescência, lia o que havia na biblioteca de Valença, onde conheceu as obras de Graciliano Ramos, Thomas Mann, Jack London, Machado de Assis, Julio Verne, Alexandre Dumas, Carlos Drummond de Andrade, Edgard Rice Burroughs.
Aprendeu inglês e francês vendo e revendo filmes em sua cidade natal. Começou a carreira profissional no Rio de Janeiro como tradutor de livrinhos de faroeste e datilógrafo. A partir do trabalho como tradutor na revista Manchete, tornou-se jornalista. Da Manchete migrou para O Cruzeiro, de onde saiu demitido após uma reportagem que desagradou à ditadura militar. Sem chances de conseguir emprego em outra redação, tornou-se redator de publicidade, depois diretor de comerciais, atividades que exerceu até mudar-se para Nova York, dirigindo filmetes comerciais e videoclipes na KSK Visuals. Nos Estados Unidos voltou ao jornalismo, contratado pelo jornal O Globo. De 1997 em diante, a convite de Evandro Carlos de Andrade, tornou-se correspondente da Rede Globo.

## Trajetória

### Como jornalista, repórter e produtor
Edney foi correspondente internacional por mais de uma década, baseado nos Estados Unidos, primeiro para o jornal O Globo, onde também era cronista do Caderno Ela e mantinha a coluna semanal NYEd; depois para a Rede Globo de Televisão, de dezembro de 1996 a dezembro de 2001
A carreira jornalística foi iniciada na Bloch Editores, primeiro como tradutor e redator da Manchete Press, em sequida com reportagens para as revistas Manchete, Fatos & Fotos e Pais e Filhos. Mais tarde fez parte da jovem equipe que tentou, sem sucesso, revitalizar a revista O Cruzeiro.
Edney foi o primeiro jornalista da televisão brasileira a chegar ao World Trade Center no ataque terrorista de 11 de setembro de 2001, acompanhado do cinegrafista Orlando Moreira. A reportagem abriu a edição do Jornal Nacional. Todas as reportagens feitas no local do atentado exibidas pela Rede Globo nas semanas seguintes foram de autoria de Silvestre, com colaboração dos cinegrafistas Sherman Costa e Helio Alvarez. A experiência e seu depoimento sobre o efeito do ataque terrorista na sociedade americana, os traumas e dramas das vítimas e dos sobreviventes estão relatados no livro "Outros tempos" (Ed. Record, 2002). O assunto foi tema de sua palestra na série "Testemunhas da História", na Casa do Saber, no Rio de Janeiro, em maio de 2009.
Silvestre foi também autor de uma série de reportagens no Iraque para o Jornal Nacional e o Fantástico antes da derrubada de Saddam Hussein, assim como da reportagem que revelou a trajetória do terrorista Mohamed Atta na Flórida e o centro de instrução de torturas Casa de Las Americas na Louisiana. Cobriu também a histórica visita do Papa João Paulo II a Cuba, a passagem de furacões na América Central e premiações de Hollywood, como o Golden Globe e o Oscar. 
Entrevistou celebridades como Johnny Depp, Sophia Loren, Harrison Ford, Brad Pitt, Barbra Streisand, Mel Gibson, Juliette Binoche, Paul Newman. Anthony Queen, Daniel Day-Lewis, Hale Berry, Tom Hanks.
Em 1996, Edney criou e produziu com Paulo Francis o pioneiro programa de entrevistas em profundidade para a TV paga "Milênio", que inaugurou o canal Globo News. Enquanto foi seu apresentador (ao lado de Francis e, mais tarde, de Lucas Mendes), mostrou ali a vanguarda da arte, do pensamento, da ciência norte-americanas, como o ensaísta e professor Edward Said, os dramaturgos Edward Albee e Tony Kushner, os escritores Salman Rushdie e Norman Mailer, a fotógrafa Nan Goldin, o físico Michio Kaku, e estrelas do show-business como Diana Ross, James Taylor, Janet Jackson, Jon Bon Jovi. Algumas dessas entrevistas estão no livro "Contestadores" (Ed. Francis, 2003). Outro livro,  "Grandes entrevistas do Milênio" (Ed. Globo, 2009) traz as entrevistas com Noam Chomski, E.L. Doctorow e o papa do movimento Beat, Allen Ginsberg. Uma nova edição de "Contestadores - 20 anos", inclui suas memoráveis entrevias com José Saramago e Fernanda Montenegro (Editora Almedina, 2023)
Sua nova obra, "Segredos de um repórter", misturando dicas para jovens jornalistas, memórias pessoais e "causos" com celebridades,  chegou às livrarias de Brasil e Portugal, pela Editora Almedina, em outubro de 2023.

### Como roteirista, diretor e apresentador
Edney também é roteirista de documentários e foi o diretor do curta-metragem Noivado, premiado como Melhor Filme Experimental no III Festival de Cinema Amador JB-Mesbla, em 1968. Foi assistente de direção de Domingos de Oliveira no longa As duas faces da moeda (1969), estrelado por Oduvaldo Vianna Filho, Ambrósio Fregolente, Adriana Prieto e Neuza Amaral.
O escritor Norman Mailer inclui sua entrevista para O Globo (a única que deu para um jornal brasileiro) entre as melhores de seu arquivo pessoal.[carece de fontes?] Quando John Updike indicou as melhores entrevistas que dera, Edney foi o único não-americano incluído; a entrevista está no livro Conversations with John Updike (compilado por James Plath).
A sua peça "Boa noite a todos", que conta a descida de uma mulher ao mundo do esquecimento após uma vida de amores sem limites, estreou durante a Fliporto 2012. O texto foi apresentado pela atriz Christiane Torloni, dirigida por José Possi Neto. Em 2014 o texto, publicado junto com o romance do mesmo nome pela Editora Record, teve leitura dramatizada no Rio de Janeiro, com Fernanda Montenegro, e em São Paulo, com Irene Ravache. Três outras peças suas sairam em 2019 e 2020 em audio pela Storytel: "Casa comigo", "Sarah em São Paulo" e "O brilho por trás das nuvens". A comédia dramática "Um brinde por Clarice" tem estreia prevista para março de 2024.  
Edney foi também o criador e apresentador do seriado Brasileiros (2010), na TV Globo, campeão de audiência e aplaudido pela crítica.
Desde 2018, Silvestre tornou-se exclusivo do Globo Repórter.

### Como escritor
Um dos 100 brasileiros mais influentes de acordo com a revista Época, Edney venceu o Prêmio Jabuti de Melhor Romance 2010 e o Prêmio São Paulo de Literatura na categoria Estreante pelo romance, "Se eu fechar os olhos agora".
Obras suas de ficção foram editadas na Inglaterra, França, Sérvia, Alemanha, Itália, Holanda e Portugal.
Silvestre já participou de vários eventos literários nacionais e internacionais, a exemplos da FLIP (Paraty), da Bienal do Livro (Rio de Janeiro) e da Fliporto (Recife) bem como o Hay-on-Wyes (País de Gales), a Feira Internacional do Livro de Belgrado (Sérvia), o Winternachten de Haia (Holanda), a Feira Internacional do Livro de Guadalajara (México), a Feira de Frankfurt (Alemanha, 2014) e o Salão do Livro de Paris (2015).

## Obras

### Se eu fechar os olhos agora
Edney Silvestre explodiu no cenário literário brasileiro e internacional com o romance Se eu fechar os olhos agora (Ed. Record, 2009), onde unia ficção ao quadro histórico brasileiro, característica que perpassa toda sua obra ficcional.  
"Se eu fechar os olhos agora" mistura fatos reais dos séculos XIX e XX, brasileiros e internacionais, com uma trama ficcional que desmascara o racismo, a misoginia, a homofobia e os preconceitos formadores do lado obscuro da sociedade brasileira. Mistura essa que  lhe garantiram o Prêmio Jabuti de 2010 de Melhor Romance e o Prêmio São Paulo de Literatura 2010. A consagração internacional viria em seguida.
Definido como "trama eletrizante e comovente", repleto de referências a um dos momentos mais importantes do cenário político e cultural do Brasil e do mundo, Se eu fechar os olhos agora transita por gêneros tão distintos quanto o policial, o histórico e o romance de formação. Em 2019 foi adaptado para uma minissérie da TV Globo por Ricardo Linhares, com os atores Antonio Fagundes, Xande Valois, João Gabriel d´Aleluia, Julia Svacina, Murilo Benício, Deborah Falabella, Mariana Ximenes, Gabriel Braga Nunes, Antonio Grassi, Marcela Fetter, Marcos Breda, Pierre Batelli, Thainá Duarte (no papel de Anita) Jonas Bloch e, em participação especial, Renato Borghi. A minissérie foi considerada uma das três melhores do mundo no Emmy International Awards 2019.
"Se eu fechar os olhos agora" foi a primeira obra de Silvestre publicado na Grã-Bretanha, França, Alemanha, Portugal, Itália, Sérvia e Holanda.

#### Crítica
Ao sucesso de crítica de Se eu fechar os olhos agora (qualificado como "Magnífico retrato do instinto humano") e de vendas no Brasil seguiu-se acolhida internacional. O romance de estreia de Silvestre foi publicado na França, Itália e Grã-Bretanha em 2013. Saiu também em Portugal, pela Editora Planeta/Manuscrito), e na Sérvia (sob o título "Kad zatvorin oçi", editora Evro-Giunti), onde Silvestre foi convidado especial da 56ª Feira do Livro de Belgrado, uma das 4 maiores do mundo. Na Holanda, sob o título "Als ik mijn ogen sluit" (editora Arbeiderspers), teve tradução de Harrie Lemmens, o mesmo de obras de Fernando Pessoa e José Saramago. Na Grã-Bretanha, o jornal Daily Mail saudou-o como "uma evocação da natureza especial das amizades da infância, e do vácuo que seu fim deixa para sempre". Na Alemanha a crítica o considerou "uma leitura imperdível".

#### Polêmica sobre oPrêmio Jabuti
Se Eu Fechar os Olhos Agora, editado pela Record, recebeu o Prêmio Jabuti de melhor romance em 2010, sendo Leite Derramado de Chico Buarque, editado pela Companhia das Letras, o segundo colocado na categoria. Os três primeiros colocados de cada categoria concorriam ao prêmio Livro do Ano. Para surpresa de todos, a escolha recaiu sobre o segundo lugar,  Leite Derramado. Na primeira fase, a escolha era feita por especialistas, enquanto na segunda havia uma quantidade maior de votantes e vários empresários do setor. A premiação de Leite Derramado gerou protestos, inclusive uma petição online intitulada "Chico, devolve o Jabuti!". A editora Record anunciou que deixaria de participar da premiação, alegando que na escolha de Livro do Ano personagens midiáticas tendem a ser favorecidas e possivelmente muitos votantes nem tenham lido os livros, além do que o regulamento seria desrespeitoso com os autores e com o júri especializado.
Após a polêmica, a Câmara Brasileira do Livro anunciou mudanças na edição do prêmio para 2011, passando a concorrer ao prêmio de Livro do Ano apenas os vencedores de cada categoria.

### A felicidade é fácil
O segundo romance de Edney "A felicidade é fácil", foi lançado em novembro de 2011. A trama tensa e concisa, onde novamente o racismo e o cenário político são parte essencial da trama, narra o sequestro de uma criança e a relação deste crime com a corrupção na Era Collor. Passado em um único dia, com um flashback ao comício das Diretas realizado em 25 de janeiro de 1984 na Praça da Sé em São Paulo, o romance foi chamado de "sublime" pelo escritor Luiz Ruffato. Os direitos de tradução foram adquiridos na França, Alemanha e Reino Unido.

### Vidas provisórias
Lançado numa primeira versão em 2013, o romance Vidas provisórias voltou às livrarias, totalmente reescrito e adicionado de capítulos extras, em novembro de 2021, pela Globo Livros. O novo "Vidas provisórias", aprofundando as relações políticas e afetivas da primeira versão, trouxe de volta Paulo Roberto Antunes e Barbara Costa, personagens de seus dois livros anteriores. Saga de dois jovens expatriados brasileiros, a obra mostra Paulo (personagem de "Se eu fechar os olhos agora", agora exilado na Suécia) e Bárbara (de "A felicidade é fácil", imigrante ilegal nos Estados Unidos), tentando construir uma nova existência, enquanto sofrem as consequências da ditadura militar e do caos econômico produzido durante a Era Collor.
"Vidas provisórias" sai em Portugal pela 4Estações Editora.

### Boa noite a todos
Outra expatriada, a brasileira Maggie, levada ainda criança para a Inglaterra, é a personagem central do romance "Boa noite a todos" (Ed. Record, 2014). Publicada em edição que inclui a peça do mesmo título, "Boa noite a todos".

### Welcome to Copacabana & outras histórias
Em 2016 Silvestre lançou  "Welcome to Copacabana & outras histórias" (Editora Record), composto por vinte contos ambientados em locais tão díspares quanto Copacabana, Oriente Médio, Nova York, Paestum e o espaço sideral, interligados pelos temas do inconformismo, expatriamento, solidão e enfrentamento do mundo.

### O último dia da inocência
Seu quinto romance, "O último dia da inocência" (Editora Record, 2019), inteiramente passado em um dia, 13 de março de 1964, como é característico de sua obra, mistura personagens reais e fictícios, e volta a ter a História do Brasil como pano de fundo para uma trama em que um jovem repórter se vê envolvido e acusado de ser o autor de um crime, ao mesmo tempo em que percebe a formação de planos para o assassinato do Presidente João Goulart e sua esposa. Planos que só ele, caçado pela polícia, poderia evitar, mesmo a custo da própria vida.

### Amores improváveis
Em seguida veio o romance histórico e protofeminista "Amores improváveis". A imigração italiana, os últimos anos da escravidão, as dolorosas tentativas de liberação feminina entre o final do século XIX e as duas primeiras décadas do século XX, a metamorfose de São Paulo em grande metrópole são alguns dos temas abordados por Silvestre em "Amores improváveis", lançado pela Globo Livros em junho de 2021.

### Pequenas vinganças
O universo temporal expandido por Silvestre em "Pequenas vinganças" (Globo Livros, 2022) vai da metade do século XIX até à pandemia da Covid-19. Viagem emocionante pela conturbada história íntima do Brasil: (Globo Livros), o livro é composto por duas novelas e sete contos. "Pequenas vinganças" acompanha a luta de mulheres e homens contra as convenções sociais e opressão política e econômica, desde a metade do século XIX, tendo a Guerra do Paraguai como pano de fundo, passando pelas ditaduras de Vargas e dos militares, até a obsessão sexual do século XXI, às vésperas da pandemia de Covid-19. Um tanto à maneira de Balzac e seus roman-fleuve , "Pequenas vinganças" fecha com a volta de personagens Paulo, Anna, Barbara, Edward e Joseph, surgidos em "Vidas provisórias", "A felicidade é fácil" e "Se eu fechar os olhos agora". 

### Contestadores - 20 anos
São 20 entrevistas exclusivas, em profundidade, ao longo de 225 páginas. Às 18 originais foram acrescidas aquela que Silvestre realizou na ilha de Lanzarote, com José Saramago (e participação de Pilar Del Rio); e a especial, feita no palco do Theatro Municipal do Rio de Janeiro, por ocasião dos 90 anos de Fernanda Montenegro.
O livro está dividido em 4 partes:
- Boxeadores – os brilhantes que batem sem parar, como Noam Chomsky, Paulo Francis, Camille Paglia e Norman Mailer.
- Tempestuosos – os que acendem as consciências pela radicalidade das provocações, como Edward Said, Salman Rushdie e Edward Albee.
- Cordiais – as estrelas que fazem sentido e servem de contraponto a um mundo virado pelo avesso. Como Liv Ullmann, James Taylor, Lauren Bacall, Juliette Binoche e Fernanda Montenegro.
- Militantes – os que assumem posição de risco ao romper o consenso, como Harry Belafonte (o cantor militante que apresentou Martin Luther King a Kennedy, mudando para sempre os rumos da luta pelos direitos civis), a escritora Alice Walker, autora de “A cor púrpura”, e a controvertida fotógrafa Nan Golding.
- Visionários - os que se antecipam para estocar o sono da percepção, como a feminista Gloria Steinen, o astrofísico Michio Kaku, o dramaturgo Tony Kushner (autor de “Anjos na América), o Nobel de Literatura José Saramago (com participação de Pilar Del Rio) e o educador Paulo Freire.

Em “Contestadores” estão, sem filtros, a indignação do educador Paulo Freire; a agressividade do premiado escritor norte-americano Norman Mailer; a franqueza de Camile Paglia; Lauren Baccall e seu descrédito de Hollywood; a doçura da atriz francesa Juliette Binoche, mesmo humilhada por Goddard; a travessia dolorosa do palestino Edward Said; a incansável fé da vida de Fernanda Montenegro encarando 90 anos de vida; e muito mais.

### Outras obras do autor
Outros livros de Edney são Contestadores (entrevistas, 2003 - Editora Francis), Outros tempos (crônicas e memórias, 2002 - Ed. Record), Dias de cachorro louco (crônicas, 1995 - Ed. Record - esgotado) e "Grandes entrevistas do milênio" (2009 - Ed. Globo). Edney é também co-autor de O livro das grandes reportagens (Ed. Globo, esgotado) e As melhores entrevistas de O Globo (Ed. Globo, esgotado), volumes I e II. 